# Gudmar Olovson

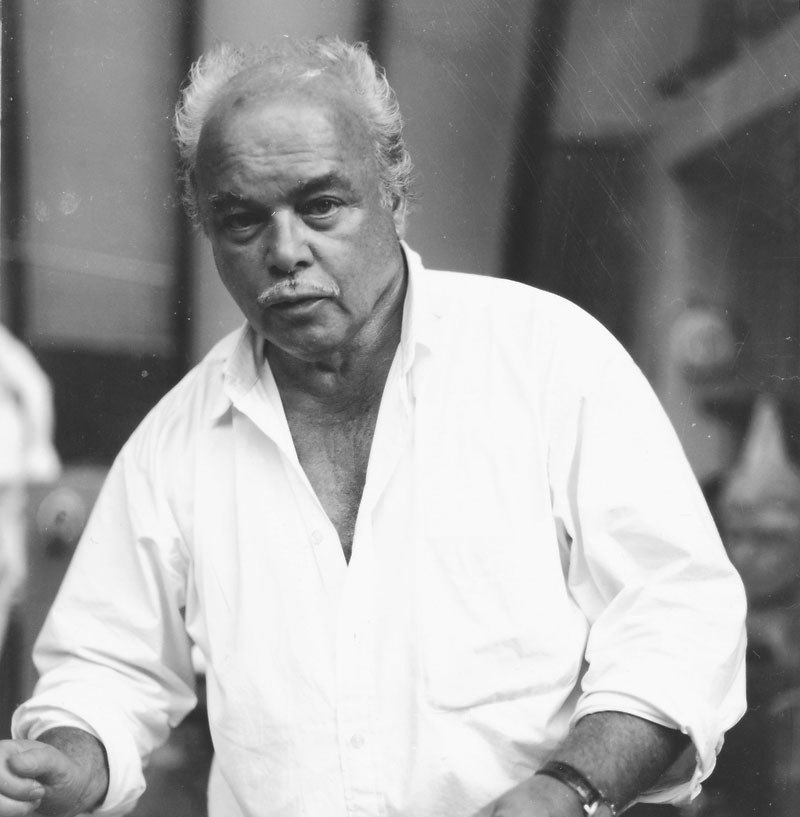
Gudmar Olovson

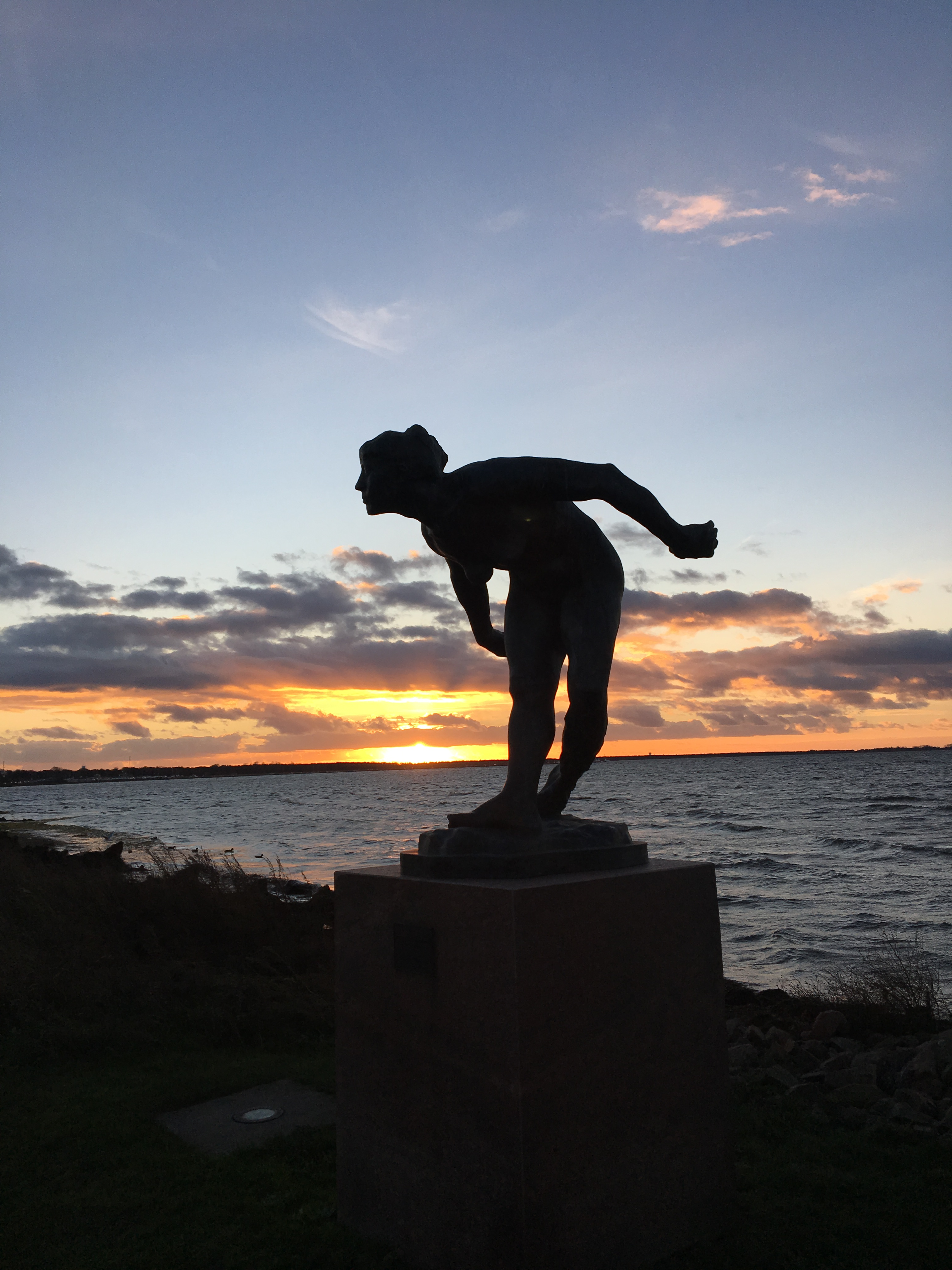
Skadad fågel - Falsterbonäset Open Air Museum

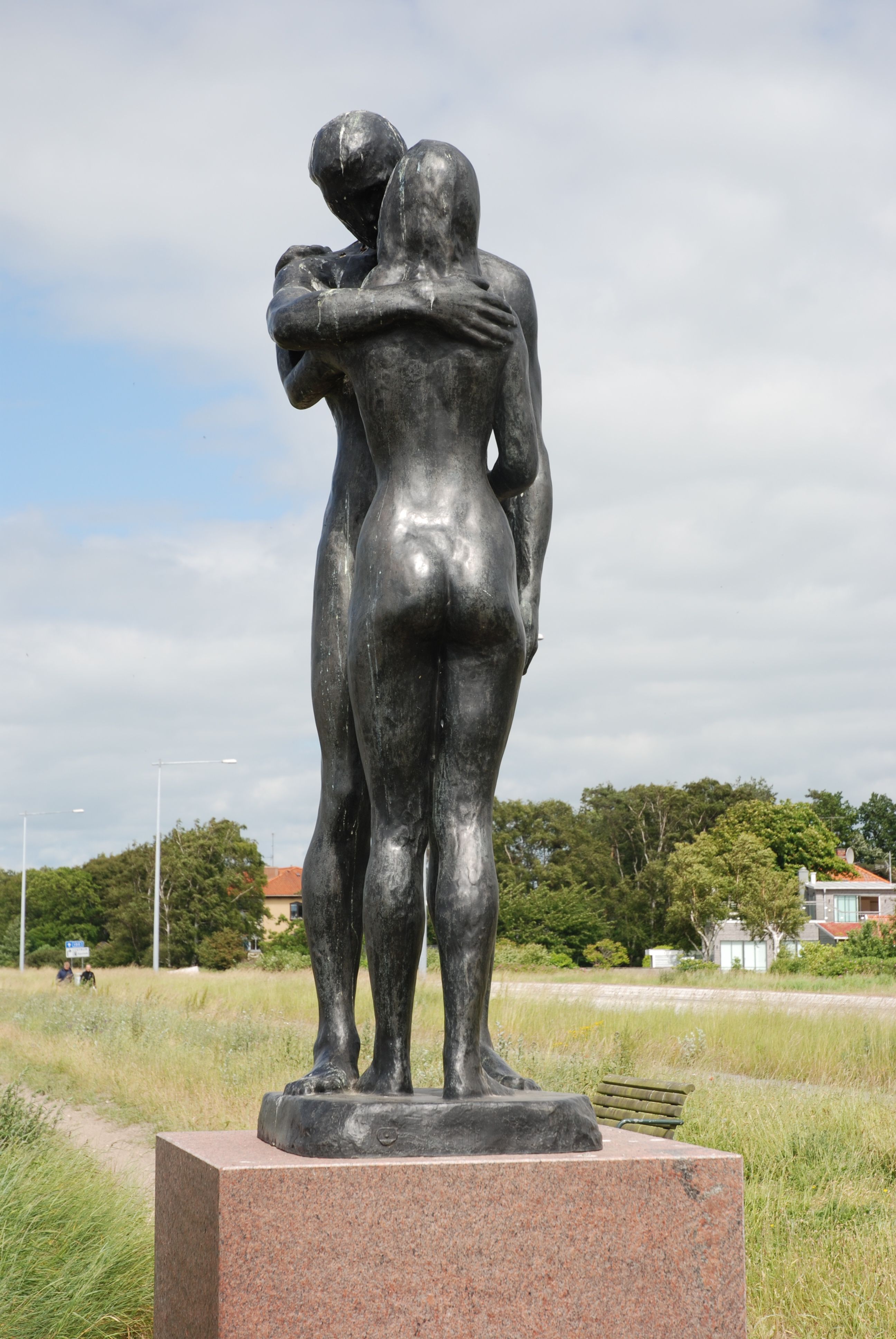
Les deux arbres, Höllvikens skulpturpark.

Per Gudmar Olovson, född 1 mars 1936 i Boden, död 17 april 2017 i Frankrike, var en svensk-fransk skulptör.

## Biografi
Gudmar Olovson var son till överläkaren docent Thore Olovson och Lis-Marit Ouchterlony samt dotterson till skulptören Lisa Ouchterlony. Han utbildade sig på Konstakademien i Stockholm 1955–1959 som elev till Bror Hjorth och Stig Blomberg. Han bodde och arbetade i Paris sedan år 1959. I Frankrike studerade han för Paul Cornet och Jean Carton. Gudmar Olovson skulpterade i fransk klassisk tradition, framför allt porträtt.
Flera av hans monumentala fria verk finns i Höllvikens skulpturpark på Falsterbonäset i Skåne liksom i Bois de Boulogne i Paris, på Ersta sjukhus i Stockholm och ett antal andra offentliga platser och privata hem och samlingar. Bland annat är han representerad vid Nationalmuseum i Stockholm.
2019 invigdes postumt skulpturparken "Kärlekens Trädgård" på slottet Château de Cheverny i Loiredalen i Frankrike med sex monumentala bronser hedrande kärleken, skönheten och familjen.
2022 anordnades på Bukowskis i Stockholm en betydande retrospektiv med över 100 verk inklusive 66 bronser med efterföljande auktion, där bland annat Les Deux Arbres (Två Träd) (H 236 cm) såldes för 3,4 miljoner kronor, Les Deux Sœurs (Två Systrar) (H 61 cm) för 413 000 kronor, Prelude (H 85 cm) för 473 000 kronor och Vierge Moderne (Modern Jungfru) (H 21 cm) för 83 000 kronor. 
Gudmar Olovson var gift 1964–1982 med Birgitta Holmberg och fick med henne två barn.

## Offentliga verk i urval

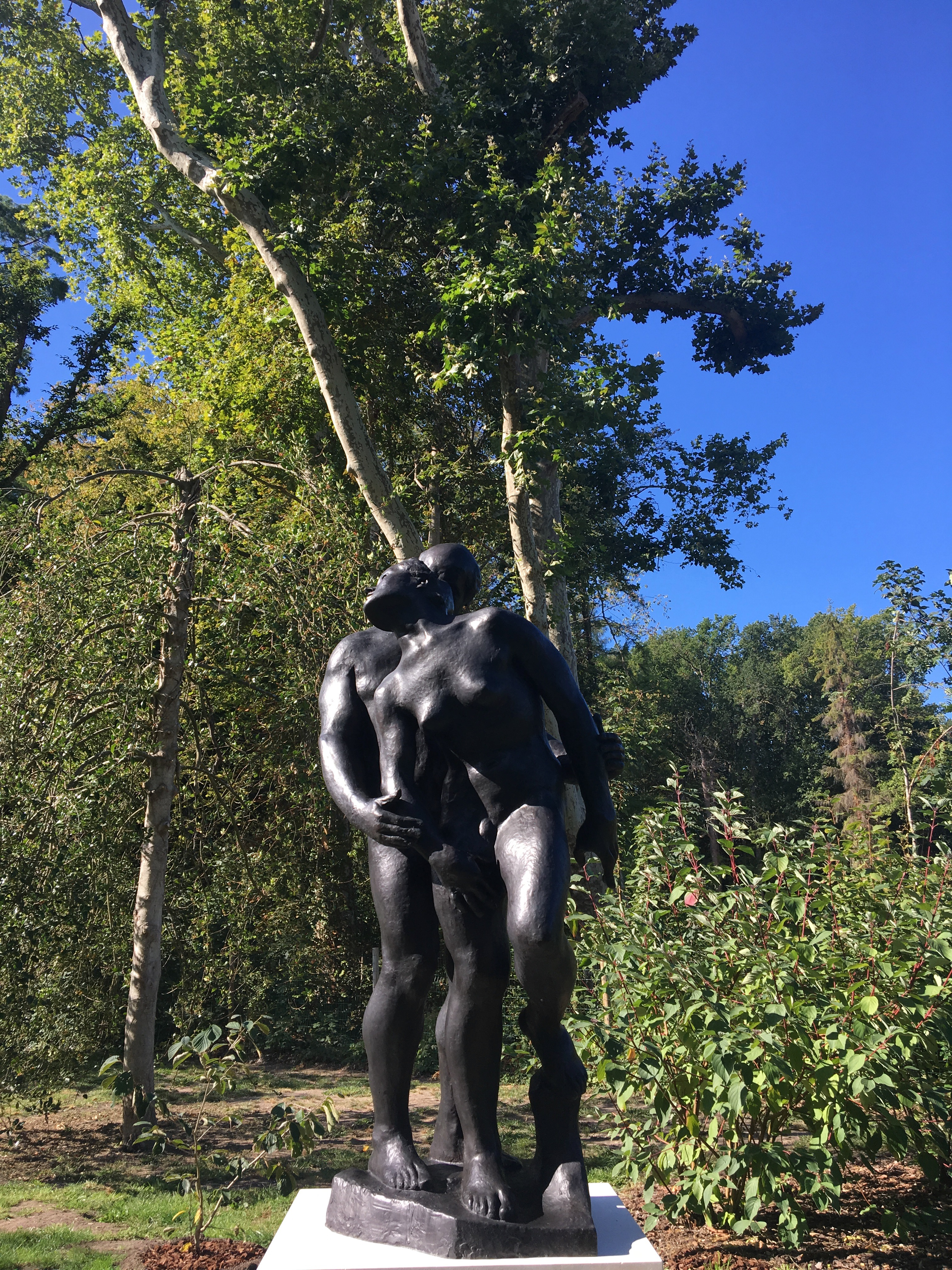
La Chute - Bronsgjutning 1/8 220cm Petterssons Gjuteri - Invigd 12/9 på Château de Cheverny

- Les deux arbres (Två träd 1990), brons, bl. a. Bois de Boulogne i Paris, Höllvikens skulpturpark i Vellinge samt i "Kärlekens Trädgård" på Château de Cheverny i Loiredalen, Frankrike.
- Porträtt av Ingrid Bergman, brons, hamnen i Fjällbacka samt i marmor på Dramaten, Stockholm.
- Concorde (Flykt 1974, 152 cm), Prélude (Inledning till liv 2003, 340 cm), Les deux soeurs (Systrarna 2000, 260 cm), Femme-oiseau blessée (Kvinna likt en skadad fågel 2007, 160 cm), samtliga i brons, "Falsterbo Open Air Museum", Höllvikens skulpturpark i Vellinge.
- Beställda porträtt i brons av bland andra kung Carl XVI Gustaf, kronprinsessan Victoria, påven Johannes Paulus II, de franska presidenterna Charles de Gaulle, Georges Pompidou och Jacques Chirac, Ingrid Bergman, Lars Schmidt, Håkan Hagegård, Kjerstin Dellert, Lennart Jirlow, Eric Ericson, Jacob Wallenberg, Torsten Kreuger, Peter Wallenberg, Adolf Lundin, Jan Bonde, Gunnar Engellau, Per Norlin, Peder Wallenberg, Jonas af Jochnick, Gustaf Serlachius, Marianne Bernadotte, Conrad Ankarcrona och Carl Jan Granqvist.
- Gåvan, brons 2014, parken vid Häringe slott.
- Kärleksparken på Château de Cheverny - Sex monumentala skulpturer - 12 september 2019: Les Deux Arbres (Två Träd), L'Aurore (Gryning), Les Deux Sœurs (Två Systrar), Prélude (Inledning till Liv), La Vague (Vågen) samt La Chute (Syndafallet).
- Källan, installerad 1970 vid Ersta sjukhus
- Duvan "Fred vår Dröm", som landmärke på Lars Schmidts och Ingrid Bergmans ö Dannholmen  utanför Fjällbacka
- Prélude (340 cm), Ferrings huvudkontor i Saint-Prex, Schweiz.
- Prélude (217 cm), Medicover i Warszawa samt i Bukarest